# Frogmore
La Frogmore Estate o Gardens comprende 33 acri (130 000 m²) di giardini privati all'interno dell'Home Park, adiacente al Castello di Windsor, nella contea inglese del Berkshire. È il luogo dove sorge Frogmore House, un rifugio reale, e il Frogmore Cottage. Il nome deriva dalla preponderanza di rane che da sempre vivono in questa zona bassa e paludosa vicino al Tamigi. Questa zona fa parte della pianura alluvionale locale.
È anche il luogo di sepoltura della famiglia reale britannica: il Royal Mausoleum contenente la tomba della regina Vittoria e del principe Alberto; il Mausoleo della Duchessa di Kent, il luogo di sepoltura della madre della regina Vittoria; e il Royal Burial Ground. I giardini sono di grado I elencati nel Register of Historic Parks and Gardens.

## Frogmore House
Frogmore House fu costruita nel 1680 e il contratto di locazione fu acquistato dalla Regina Carlotta nel 1792. La sovrana assunse l'architetto James Wyatt per ristrutturare ed espandere Frogmore House.
Nel 1900 vi nacque il Principe Louis di Battenberg.
Nella tenuta vicino alla House si trova il Frogmore Cottage, costruito per la regina Carlotta intorno al 1801.

## Luoghi di sepoltura

### Mausoleo della duchessa di Kent

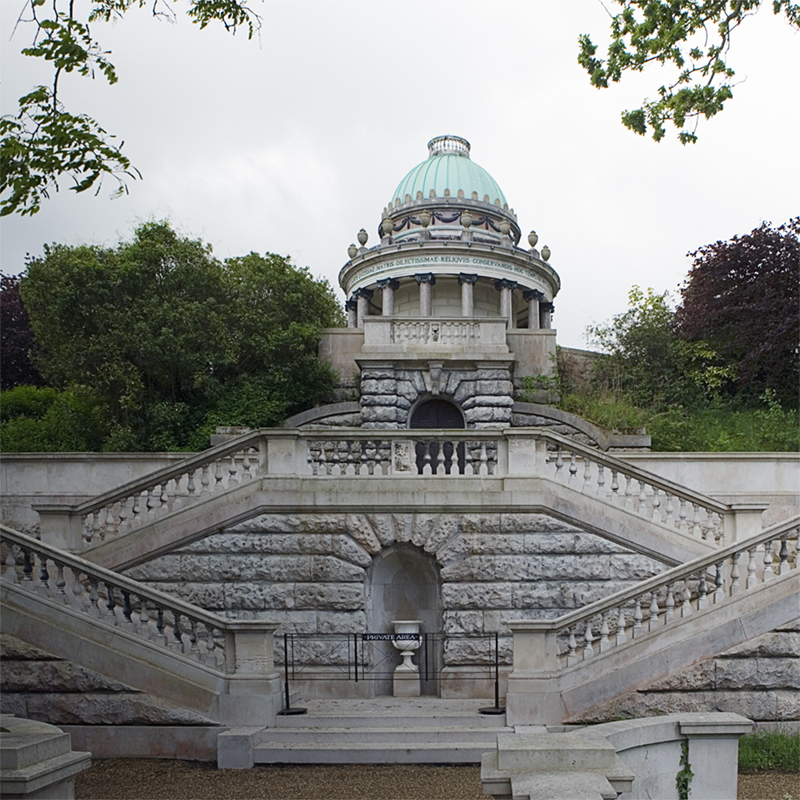
Mausoleo della duchessa di Kent.

Il primo dei due mausolei all'interno dei Frogmore Gardens è il luogo di sepoltura della madre della regina Vittoria, Vittoria di Sassonia-Coburgo-Saalfeld, la duchessa del Kent. Il Mausoleo è stato progettato dall'architetto A J Humbert, su un concept design dell'artista preferito del principe Alberto, il professor Ludwig Gruner.
Negli ultimi anni della sua vita, la duchessa visse a Frogmore House e nel 1850 iniziò la costruzione di un bellissimo "tempio" a cupola nel parco della tenuta. La parte superiore dell'edificio finito doveva servire come residenza estiva della Duchessa durante la sua vita, mentre il livello inferiore era destinato alla sua ultima dimora. La duchessa morì a Frogmore House il 16 marzo 1861 prima che la casa estiva fosse completata, quindi la camera superiore divenne parte del mausoleo e ora contiene una statua della Duchessa di William Theed (1864).

### Royal Mausoleum (o 'Frogmore Mausoleum')

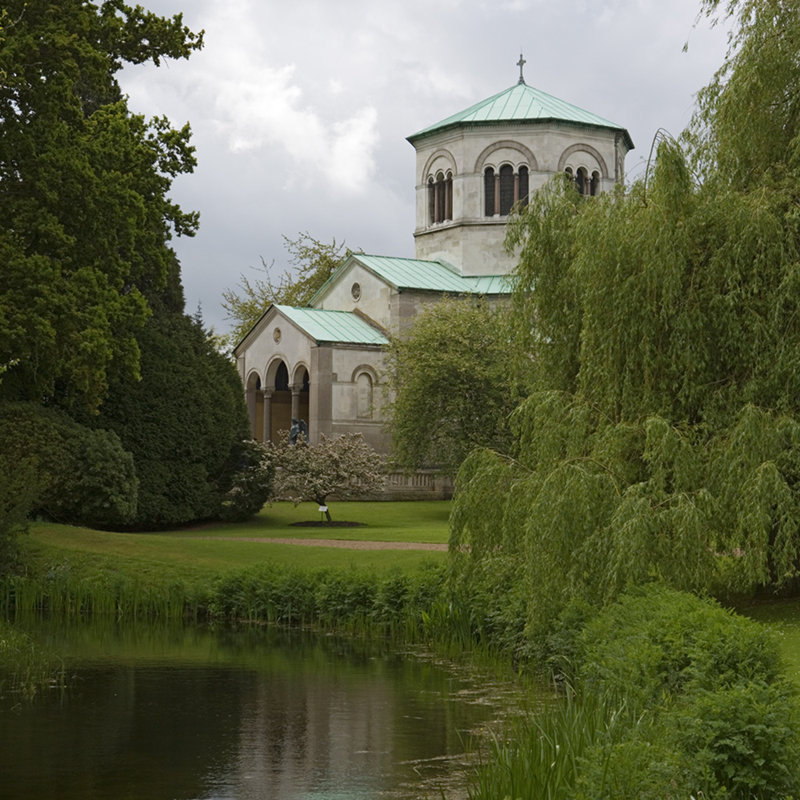
Mausoleo della regina Vittoria e del principe Alberto.

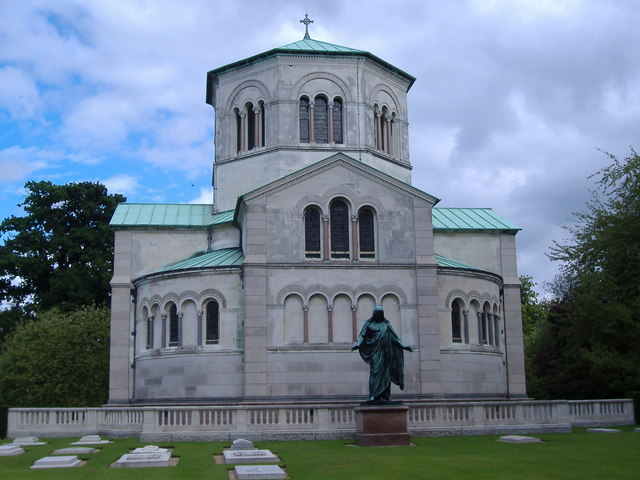
Mausoleo della regina Vittoria e del principe Alberto e il Royal Burial Ground (fronte)

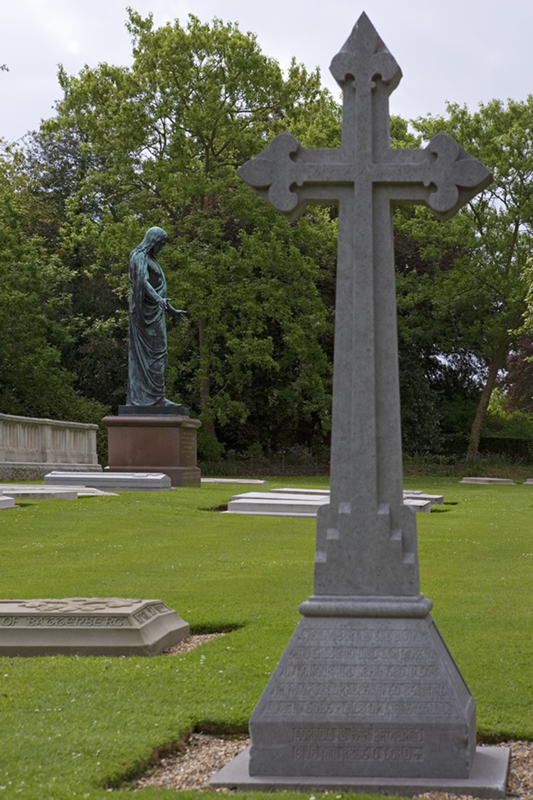
Royal Burial Ground

Il secondo mausoleo nel parco di Frogmore, a breve distanza dal mausoleo della duchessa di Kent, è il molto più grande Royal Mausoleum, il luogo di sepoltura della regina Vittoria e del suo consorte, il principe Alberto.
La regina Vittoria e suo marito avevano da tempo inteso costruire un luogo di riposo speciale per entrambi, invece di essere sepolti in uno dei luoghi di riposo tradizionali della famiglia reale britannica, come l'Abbazia di Westminster o la Cappella di San Giorgio nel castello di Windsor. Il mausoleo della madre della regina era stato costruito a Frogmore nel 1861, quando il principe Alberto morì nel dicembre dello stesso anno. A pochi giorni dalla sua morte, le proposte per il mausoleo furono elaborate dagli stessi progettisti coinvolti nel mausoleo della duchessa di Kent: il professor Gruner e A. J. Humbert.
I lavori iniziarono nel marzo 1862. La cupola fu realizzata entro ottobre e l'edificio fu consacrato nel dicembre 1862, anche se la decorazione non fu terminata fino all'agosto 1871.
L'edificio ha la forma di una croce greca. L'esterno è stato ispirato dagli edifici romanici italiani, le pareti sono di granito e pietra di Portland ed il tetto è ricoperto di rame australiano. La decorazione degli interni è nello stile del pittore preferito di Alberto, Raffaello, un esempio dell'era vittoriana nella sua forma più opulenta. Le pareti interne sono prevalentemente in marmo rosso portoghese, un dono del re Luigi I del Portogallo, cugino di Vittoria e Alberto, e sono intarsiate con altri marmi provenienti da tutto il mondo.
La stessa tomba monumentale è stata progettata dal barone Carlo Marochetti. Presenta le effigi in marmo sdraiate della regina e del principe Alberto. Il sarcofago è stato ricavato da un unico pezzo di impeccabile granito grigio Aberdeen. L'effigie della regina fu realizzata contemporaneamente, ma fu collocata nel mausoleo solo dopo il suo funerale.
Sebbene solo Vittoria e Alberto vi siano sepolti, il mausoleo contiene altri memoriali. Tra questi c'è un monumento alla Principessa Alice, Granduchessa d'Assia-Darmstadt (1843–1878), seconda figlia di Vittoria, morta di difterite poco dopo la figlia minore Maria (1874–1878). Al centro della cappella c'è un monumento a Edoardo, duca di Kent, il padre di Vittoria. Egli morì nel 1820 ed è sepolto nella Cappella di San Giorgio, a Windsor.
Una delle sculture è della regina Vittoria e del principe Alberto in abiti sassoni, commissionata dopo la morte del principe Alberto ed eseguita da William Theed (1804–91). Presentata il 20 maggio 1867 al Castello di Windsor, venne trasferita al Royal Mausoleum nel 1938. Il modello in gesso, che fu esposto nel 1868 alla Royal Academy of Arts, è in prestito dalla Royal Collection alla National Portrait Gallery di Londra. La guida ufficiale include un'immagine della scultura (ma non del piedistallo) e menziona che la Regina ha registrato nel suo diario che l'idea proveniva dalla principessa Vittoria (la sua figlia maggiore) e che l'iscrizione sul piedistallo è una citazione da The Deserted Village di Oliver Goldsmith. L'iscrizione sul piedistallo allude al lamento del poeta per la scomparsa del villaggio immaginario di 'Sweet Auburn'.
L'edificio è chiuso al pubblico dal 2007 perché strutturalmente non integro. Le fondamenta sono impregnate d'acqua e gli elementi inferiori dell'edificio si stanno disintegrando. Nel febbraio 2018, la Royal Household ha annunciato che stava intraprendendo lavori di riparazione del mausoleo; i lavori dovrebbero essere completati entro il 2023. I lavori sono iniziati a giugno 2018, con una profonda trincea scavata intorno all'edificio per creare un fossato a secco per consentire l'essiccazione della muratura in pietra. Con la lunga estate secca che si è verificata nel 2018, questo avrà giovato a quel processo. Anche il tetto, i tubi di scarico e le finestre che perdono verranno riparati e sostituiti prima dell'inizio del restauro interno.

### Royal Burial Ground
Dalla sua inaugurazione nel 1928, la maggior parte dei membri della famiglia reale, ad eccezione di re e regine, sono stati sepolti nel Royal Burial Ground, un cimitero dietro il mausoleo della regina Vittoria.
Tra i sepolti vi sono il principe Arthur, duca di Connaughtt e il principe Henry, duca di Gloucester, nonché il principe George, duca di Kent; il Duca di Windsor, che regnò come Re Edoardo VIII prima dell'abdicazione; e sua moglie Wallis. Vi sono sepolti anche molti membri delle famiglie del Cristiano di Schleswig-Holstein e del Marchese di Cambridge
Sempre nel Burial Ground si trova il cenotafio della Regina Maria di Jugoslavia, pronipote della regina Vittoria e moglie del Re Alessandro I di Jugoslavia. Dopo aver vissuto in esilio a Londra, è stata sepolta qui dal 1961 fino all'aprile 2013, quando i suoi resti sono stati riesumati e riportati a Oplenac, in Serbia.

## Altre caratteristiche del giardino
All'interno del terreno si trovano anche vari edifici e monumenti con giardini, tra cui la 'Gothic Ruin' (1793) e la 'Queen Victoria's Tea House' (un padiglione in mattoni del 1869).

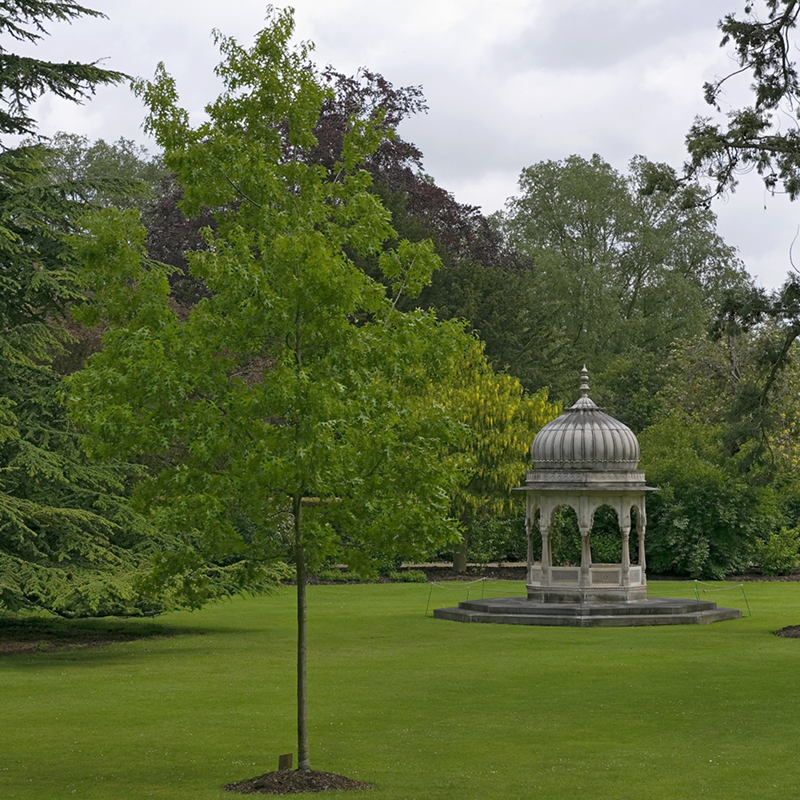
Chiosco indiano che commemora la fine della rivolta indiana del 1857.

A sud-est di Frogmore Cottage c'è un chiosco indiano, realizzato in marmo, preso dal Qaisar Bagh di Lucknow dal viceré dell'India, Charles Canning, I conte Canning nel 1858. Il chiosco è ottagonale con una cupola a cipolla con archi a tutto sesto e grondaie profonde. Il chiosco è classificato Grade II.

## Accesso pubblico
La casa e i giardini sono generalmente aperti al pubblico per circa sei giorni all'anno, di solito intorno a Pasqua e nei giorni festivi di agosto. Il Royal Burial Ground può essere visto da tutto il suo perimetro nei giorni in cui i giardini sono aperti al pubblico. Il mausoleo della duchessa di Kent può anche essere visto esternamente, ma non è mai aperto al pubblico.